# Henrika Šantel
Henrika Šantel (tudi Henrieta Šantel), slovenska slikarka, * 17. avgust 1874, Gorica, † 15. februar 1940, Ljubljana.
Izhaja iz slikarske družine, njena mati je bila Avgusta Šantel starejša, sestra Avgusta Šantel mlajša in brat Saša Šantel. Izhaja iz münchenske šole realizma. Slikala je portrete, krajine in verske motive. 